# Mljet (Gemeinde)
Mljet (italienisch Meleda) ist eine Gemeinde in der Gespanschaft Dubrovnik-Neretva, Kroatien, auf der gleichnamigen Insel.
Die Gemeinde Mljet setzt sich aus 20 kleinen Siedlungen zusammen, wovon der Hauptort Babino Polje die größte ist. Die Gemeinde hat 1088 Einwohner (Volkszählung 2011).

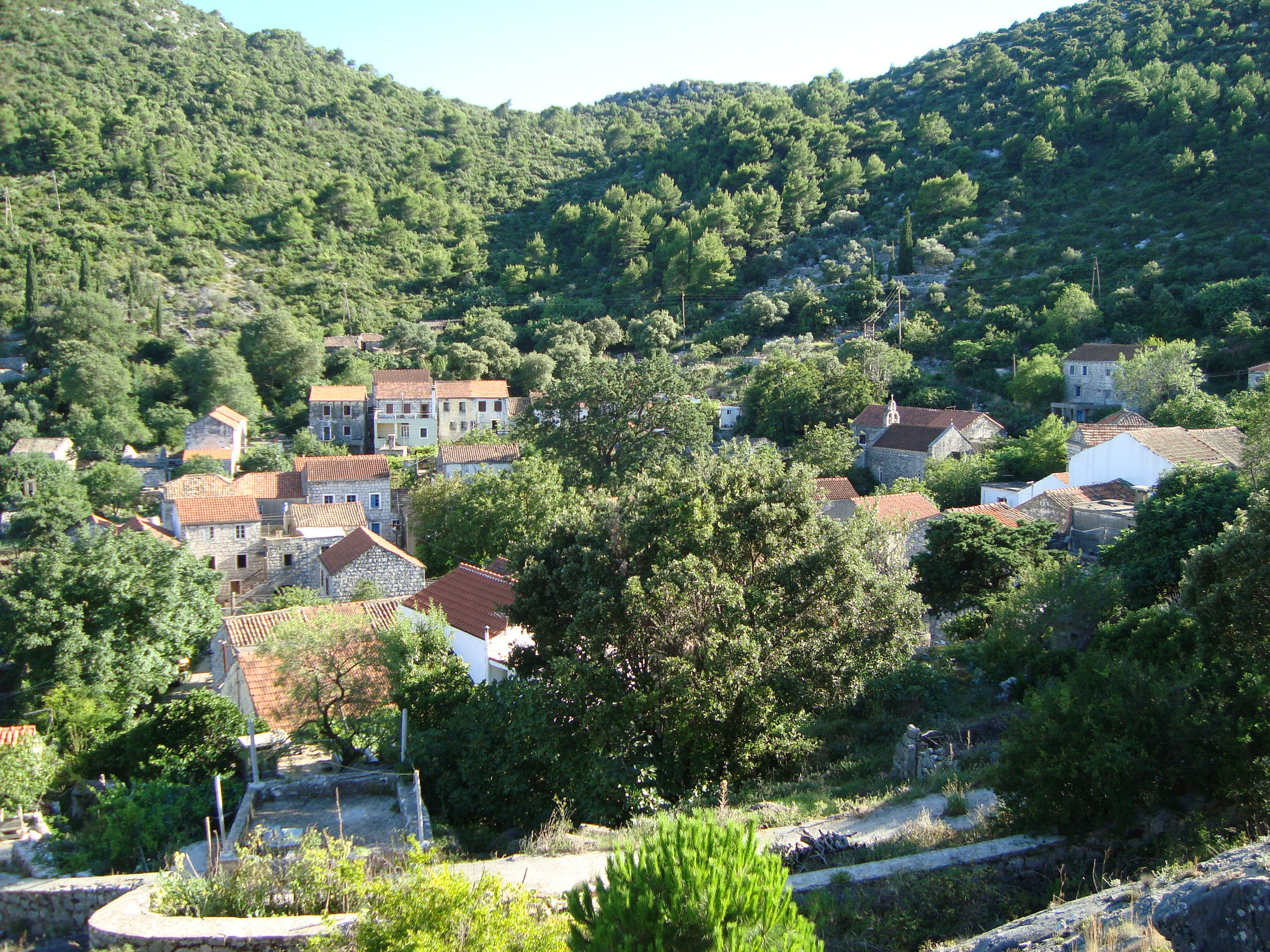
Siedlung Prožura